# Pumpehuset (København)
 For alternative betydninger, se Pumpehuset. (Se også artikler, som begynder med Pumpehuset)
Pumpehuset er et koncertsted i København. Det er bygget i to etager, hvoraf den øverste er den store koncertsal, Kransalen, som kan rumme 600 mennesker. I stueetagen blev der i 2011 etableret endnu en scene, som har plads til 400 gæster.

## Pumpehusets historie
Pumpehuset er en del af Københavns første vandværk og rummede tre store dampdrevne pumper, som skabte trykket i vandrørene, så vandet kunne nå op til de øverste etager i Københavns huse. Grundstenen til Pumpehuset blev lagt 16. maj 1856, og det stod færdigt i foråret 1858, men blev først officielt taget i brug 1. juli 1859.
I september 1987 åbnede Pumpehuset og afløste Saltlageret som spillested. En del af pengene, der blev brugt til at indrette Pumpehuset med, blev doneret af Uraniafonden, som donerede tre millioner kroner som kompensation for nedrivningen af Saltlageret.
Den 15. juni 2010 måtte medierne bringe nyheden om, at pumpehuset var gået konkurs, og at alle fremtidige arrangementer aflystes.
I januar 2011 blev det offentliggjort at Pumpehuset åbnede igen med en helt ny profil, der fokuserer på urban subkultur. 
Den 28. september 2011 åbnede Pumpehuset atter dørene for det københavnske koncertpublikum.

## Udvalg af bands
Et udvalg af bands der har spillet i Pumpehuset.
- John Mayer (13. februar 2003)
- Def Leppard
- Papa Roach + Chronic Future (7. oktober 2004)
- Robbie Williams
- Airbourne
- Rammstein (17. november 1997)[6]
- Soulfly (26. januar 2003)
- Machine Head (9. december 2003)
- Fantômas (12. maj 2004)
- The Used (31. januar 2005)
- Mogwai (16. september 2006)
- Billy Talent (2. marts 2007)
- Paramore (11. juni 2008)[7]
- Iced Earth (12. februar 2009)
- Linkin Park (30. maj 2001)
- Nusrat Fateh Ali Khan (17. maj 1990)